# ルーク・リトル
ルーク・ジャスティス・リトル（Luke Justice Little, 2000年8月30日 - ）は、アメリカ合衆国ノースカロライナ州シャーロット出身のプロ野球選手（投手）。左投左打。MLBのシカゴ・カブス所属。

## 経歴
サンジャッキント大学在学時の2020年5月にブルペン投球ながらジョーダン・ヒックスの持つ人類最速記録に迫る105mph（約169km/h）を計測して話題となった。直後のMLBドラフトでは4巡目（全体117位）でシカゴ・カブスから指名され、プロ入り。なお、この年は新型コロナウイルスの影響でマイナーリーグの試合が開催されなかったため、公式戦の登板は無かった。
2021年、傘下のルーキー級アリゾナ・コンプレックスリーグ・カブスでプロデビュー。5試合（先発4試合）に登板して0勝1敗、防御率4.91、19奪三振を記録した。
2022年はA級マートルビーチ・ペリカンズとA+級サウスベンド・カブスでプレーし、2球団合計で24試合（先発22試合）に登板して1勝5敗、防御率2.47、101奪三振を記録した。
2023年、マイナーではA+級サウスベンド、AA級テネシー・スモーキーズ、AAA級アイオワ・カブスでプレーし、2球団合計で36試合（先発4試合）に登板して5勝2敗1セーブ、防御率2.12、105奪三振を記録した。9月6日にメジャー契約を結んで40人枠入りすると、同日のサンフランシスコ・ジャイアンツ戦でメジャーデビュー。この年メジャーでは7試合に登板して防御率0.00、12奪三振を記録した。

## 投球スタイル
ブルペン投球ながら105mph（約169km/h）を記録したことのある速球で、試合の平均球速は常時94～97mph（約151～156km/h）を投げる。変化球では80mph台前半のスライダーを用いており、将来は先発として期待されているが、速球との緩急を生かしていくことが課題に挙げられる。

## 詳細情報

### 年度別投手成績
| 年 度    | 球 団    | 登 板 | 先 発 | 完 投 | 完 封 | 無 四 球 | 勝 利 | 敗 戦 | セ 丨 ブ | ホ 丨 ル ド | 勝 率 | 打 者 | 投 球 回 | 被 安 打 | 被 本 塁 打 | 与 四 球 | 敬 遠 | 与 死 球 | 奪 三 振 | 暴 投 | ボ 丨 ク | 失 点 | 自 責 点 | 防 御 率 | W H I P |
| -------- | -------- | ----- | ----- | ----- | ----- | -------- | ----- | ----- | -------- | ----------- | ----- | ----- | -------- | -------- | ----------- | -------- | ----- | -------- | -------- | ----- | -------- | ----- | -------- | -------- | ------- |
| 2023     | CHC      | 7     | 0     | 0     | 0     | 0        | 0     | 0     | 0        | 0           | ----  | 30    | 6.2      | 5        | 0           | 4        | 0     | 1        | 12       | 1     | 0        | 0     | 0        | 0.00     | 1.35    |
| 2024     | CHC      | 30    | 1     | 0     | 0     | 0        | 3     | 1     | 0        | 3           | .750  | 109   | 26.0     | 15       | 1           | 18       | 1     | 4        | 28       | 3     | 0        | 11    | 10       | 3.46     | 1.27    |
| MLB：2年 | MLB：2年 | 37    | 1     | 0     | 0     | 0        | 3     | 1     | 0        | 3           | .750  | 139   | 32.2     | 20       | 1           | 22       | 1     | 5        | 40       | 4     | 0        | 11    | 10       | 2.76     | 1.29    |

- 2024年度シーズン終了時

### 年度別守備成績
| 年 度 | 球 団 | 投手（P） | 投手（P） | 投手（P） | 投手（P） | 投手（P） | 投手（P） |
| 年 度 | 球 団 | 試 合     | 刺 殺     | 補 殺     | 失 策     | 併 殺     | 守 備 率  |
| ----- | ----- | --------- | --------- | --------- | --------- | --------- | --------- |
| 2023  | CHC   | 7         | 0         | 1         | 0         | 0         | 1.000     |
| 2024  | CHC   | 30        | 1         | 7         | 0         | 1         | 1.000     |
| MLB   | MLB   | 37        | 1         | 8         | 0         | 1         | 1.000     |

- 2024年度シーズン終了時

### 背番号
- 43（2023年 - ）